# Euphorbia maleolens
Euphorbia maleolens är en törelväxtart som beskrevs av Edwin Percy Phillips. Euphorbia maleolens ingår i släktet törlar, och familjen törelväxter. Inga underarter finns listade i Catalogue of Life.